# Scott Wendholt
Scott Wendholt (* 21. Juli 1965 in Denver, Colorado) ist ein US-amerikanischer Jazztrompeter und Flügelhornist.

## Leben und Wirken
Wendholt wuchs in Mile High City auf und begann auf der Highschool mit Trompeten-Unterricht. Sein Schulfreund Greg Gisbert macht ihn auf die Musik Art Blakeys aufmerksam. Zu Beginn seiner Karriere spielte er u. a. mit Gisbert, Javon Jackson und John Gunther.
Von 1983 bis 1987 studierte er an der Indiana University in David Bakers Jazz Studies Program, wo er den Bachelor erwarb. Daneben arbeitete er im Pop- und Jazz-Bereich mit Künstlern wie Ralph Bowen oder Chris Botti. Danach lebte er bis 1989 in Cincinnati, wo er ein Engagement im King’s Island-Vergnügungspark hatte, daneben als Sideman mit Bill Cunliffe oder Phil De Greg. Seit den 1990er Jahren arbeitet er in der New Yorker Post-Bop-Szene u. a. mit David Berkman, Don Braden, Dwayne Burno, Alan Ferber, Kevin Hays, Vincent Herring, Jim McNeely, Roberta Piket, Tim Ries, Jim Trompeter, Klaus Suonsaari sowie mit Bobby McFerrin (Bang! Zoom, 1996). Wendholt spielte auch in zahlreichen Big Bands, wie bei Toshiko Akiyoshi, John Fedchock, Woody Herman, Bob Mintzer, Buddy Rich, Maria Schneider, Gary Smulyan, der Mingus Big Band, bei Mike Holober & The Gotham Jazz Orchestra (Hiding Out, 2019) der Carnegie Hall Big Band, und im Vanguard Jazz Orchestra als Nachfolger von Thad Jones. 1998 war er Gastsolist in The George Gruntz Concert Jazz Band (Liebermann). 1993 nahm er für Criss Cross Jazz sein Debütalbum The Scheme of Things auf. Gegenwärtig (2019) leitet er ein Quartett, dem Adam Kolker, Ugonna Okegwo und Victor Lewis angehören.

## Diskographische Hinweise
- Through the Shadows (Criss Cross Jazz, 1994) mit Don Braden, Billy Drummond, Bruce Barth, Ira Coleman
- From Now On... (Criss Cross, 1995) mit Tim Ries, Steve Armour, Steve Wilson, Bruce Barth, Larry Grenadier, Billy Drummond
- Beyond Thursday (Double Time, 1997) mit David Berkman, Tony Scherr, Andy Watson
- What Goes Unsaid (Double Time, 1999) mit Eric Alexander, Anthony Wonsey, Dennis Irwin, Billy Drummond
- NSU Jazz Ensemble with Scott Wendholt: Hour of the Pearl (Northeastern State University Jazz Studies, 2005)
- Mike Holober & The Gotham Jazz Orchestra: This Rock We’re On: Imaginary Letters (Palmetto, 2024)

## Lexikalischer Eintrag
- Leonard Feather, Ira Gitler: The Biographical Encyclopedia of Jazz. Oxford University Press, New York 1999, ISBN 0-19-532000-X.
- Richard Cook, Brian Morton: The Penguin Guide of Jazz on CD. 6. Auflage. Penguin, London 2002, ISBN 0-14-051521-6.